# BioWall

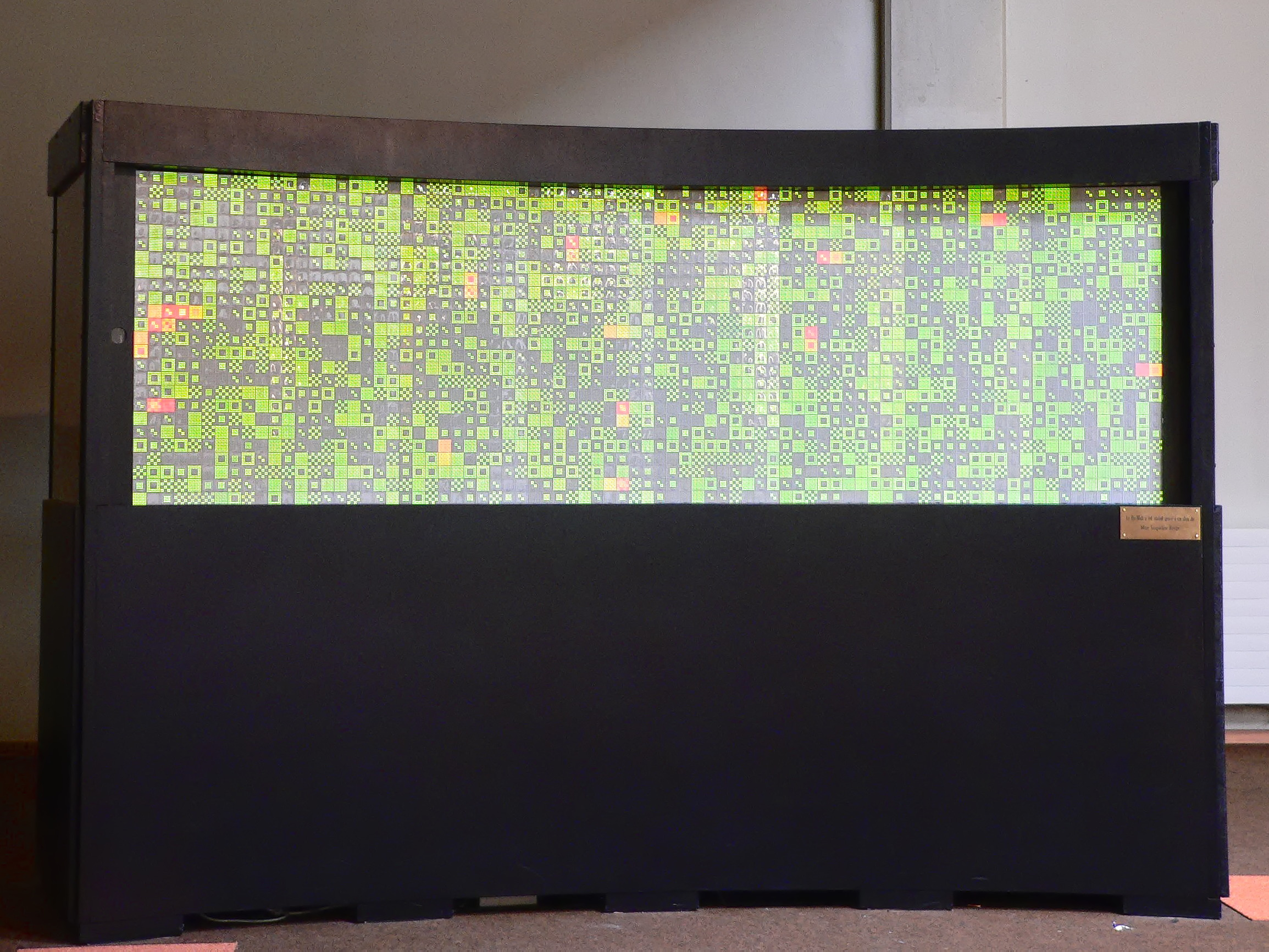
BioWall

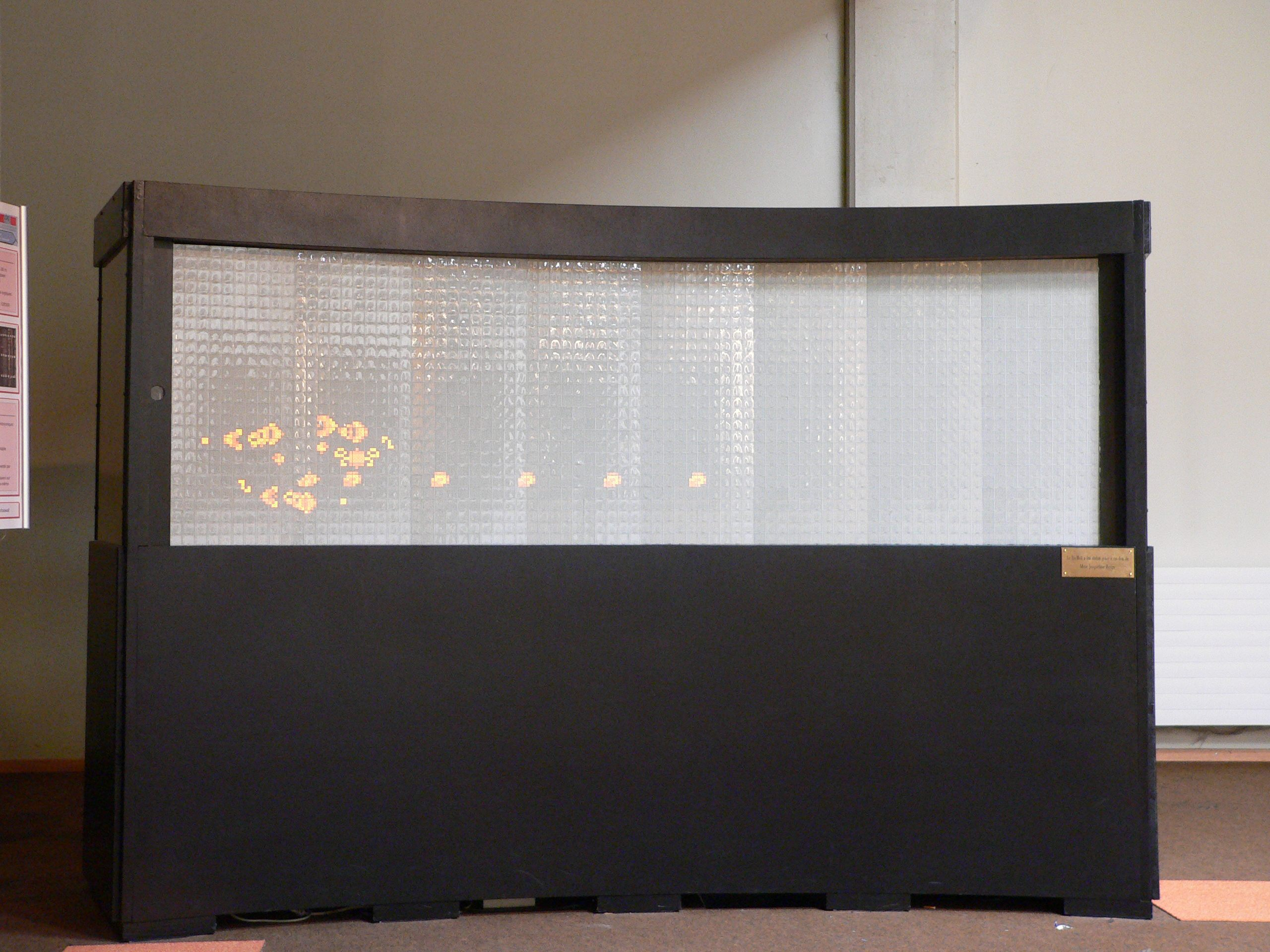
BioWall

Eine BioWall ist ein Mosaik aus vielen tausend identischen elektronischen Bauteilen. Jedes Bauteil kann verschiedene Muster anzeigen. Durch Berührung mit dem Finger verändert sich der Status des betreffenden Elements. Da das Programm der BioWall in jeder einzelnen Zelle gespeichert ist, können Teile dieser Mauer beschädigt werden, ohne dass sich das globale Muster verändert.
Die Mauer wurde als Pilotanwendung der neuen Technologie von Forschern der École polytechnique fédérale de Lausanne entwickelt.
Mögliche Anwendungen sind zum Beispiel elektronische Schaltungen in sicherheitsrelevanten Bereichen, die sich selbst reparieren können.